# Homalodisca apicalis
Homalodisca apicalis är en insektsart som beskrevs av Schmidt 1928. Homalodisca apicalis ingår i släktet Homalodisca och familjen dvärgstritar. Inga underarter finns listade i Catalogue of Life.